# Mandy Patinkin
Mandel Bruce "Mandy" Patinkin (/pəˈtɪŋkɪn/; sinh ngày 30 tháng 11 năm 1952) là một diễn viên người Mỹ, ca sĩ và nghệ sĩ giọng nói.
Patinkin nổi tiếng với vai diễn Inigo Montoya năm 1987 trong bộ phim The Princess Bride. Các phim khác của ông bao gồm Yentl (1983), Alien Nation (1988), Dick Tracy (1990), và Wish I Was Here (2014) . Ông đã xuất hiện trong các vai chính trong các bộ phim truyền hình như Chicago Hope, Dead Like Me, và Criminal Minds, và hiện đang đóng vai Saul Berenson trong Showtime series Homeland.

## Cuộc sống đầu đời
Patinkin sinh ra ở Mandel Bruce Patinkin, Chicago, Illinois vào ngày 30 tháng 11 năm 1952, con trai của Doris "Doralee" (née Sinton, 1925-2014), một người nội trợ, và Lester Patinkin (1919-1972), người điều hành hai nhà máy kim loại lớn ở Chicago tại Mỹ, Công ty Sắt và Kim loại Nhân dân và Tập đoàn phế liệu Hoa Kỳ. Mẹ của ông đã viết cuốn sách Grandma Doralee Patinkin's Jewish Family Cookbook. Những người anh họ của Patinkin bao gồm Mark Patinkin, một tác giả và là nhà bình luận cho The Providence Journal; Sheldon Patinkin of Columbia College Chicago's Theater Department, một người sáng lập của The Second City; và Bonnie Miller Rubin, phóng viên Chicago Tribune.
Patinkin lớn lên trong một gia đình tầng lớp thượng lưu, gốc gác từ những người nhập cư Do Thái (từ Nga và Ba Lan), và được nuôi dạy theo Đạo Do Thái Giáo Bảo thủ, tham gia các trường tôn giáo hàng ngày "từ 7 đến 13 hoặc 14 tuổi" và hát trong các dàn hợp xướng nhà thờ, cũng như tham dự Trại Surah ở Michigan.
Ông theo học trường trung học South Shore, Trường Harvard St. George, và Trường trung học Kenwood (sau này đổi tên thành Học viện Kenwood), và tốt nghiệp năm 1970. Ông theo học Đại học Kansas và Trường Juilliard (Drama Division Group 5: 1972–1976). Tại Juilliard, ông ta là bạn cùng lớp của Kelsey Grammer. Khi các nhà sản xuất của sitcom Cheers nổi tiếng của Hoa Kỳ đã tổ chức buổi thử giọng cho vai diễn của Tiến sĩ Frasier Crane, Patinkin đặt tên của Grammer lên trên.

## Sự nghiệp
Sau một số sự xuất hiện trong các chương trình truyền hình thương mại và radio (bao gồm cả CBS Radio Mystery Theater năm 1974), Patinkin đã có sự thành công đầu tiên trong sân khấu âm nhạc, nơi ông đóng vai Che trong Evita trên Broadway năm 1979. Patinkin tiếp tục giành được giải thưởng Tony Award for Best Performance by a Featured Actor in a Musical. Sau đó ông chuyển tới bộ phim, đóng vai trong các bộ phim như Yentl và Ragtime . Ông trở lại Broadway vào năm 1984 để làm ngôi sao trong Lễ trao giải Pulitzer Prize-winning musical Sunday in the Park with George trong đó ông đã nhận được một đề cử cho giải Tony cho Nam diễn viên xuất sắc nhất (vở nhạc kịch).
Patinkin đã đóng vai Inigo Montoya trong The Princess Bride năm 1987 của Rob Reiner , trong đó ông đã mang dòng chữ "Xin chào, tôi tên là Inigo Montoya, bạn đã giết cha tôi rồi chuẩn bị chết đi". Patinkin phát hiện ra mình là một tài sản khổng lồ trong The Princess Bride, đóng vai trò của một kiếm sĩ giỏi nhất quốc gia, và một phần vai trò của ông bao gồm sự thành thạo về đấu kiếm liễu ở đẳng cấp chuyên nghiệp. Trong thập niên tiếp theo, ông tiếp tục xuất hiện trong các bộ phim như Dick Tracy và Alien Nation.
Trên Broadway, Patinkin xuất hiện trong vở nhạc kịch The Secret Garden năm 1991, và đã được đề cử giải Phim truyền hình năm 1991 với tư cách diễn viên xuất sắc nhất trong một vở nhạc kịch . Ông cũng phát hành hai album solo mang tên Mandy Patinkin (1989) và Dress Casual (1990) .
Ông hiện đang diễn chung với Claire Danes trong phim Showtime series Homeland ban đầu được phát sóng vào năm 2011. Ông đóng vai mang vai trò chống khủng bố Saul Berenson, cố vấn của Carrie Mathison (Danes). Đối với màn trình diễn của mình, Patinkin đã được đề cử giải Quả Cầu Vàng và giải Emmy, trong số những danh hiệu khác. Giải thích những gì ông ấy học được từ nhân vật, ông ấy nói rằng "Dòng chảy giữa điều thiện và điều ác chảy qua trong mỗi người trong chúng ta.
Patinkin được công bố là đóng vai Pierre trong bộ phim truyền hình Broadway musical Natasha, Pierre & The Great Comet of 1812 bắt đầu từ ngày 15 tháng 8 năm 2017. Ông sẽ có một cuộc đua giới hạn vào ngày 3 tháng chính, thay thế cho ngôi sao Hamilton cũ Okieriete Onaodowan. Vai diễn cho nhân vật này vốn dĩ cho diễn viên Josh Groban. Patinkin sau đó đã bỏ vai diễn này.

## Đóng phim

### Phim
| Năm  | Tựa đề                                  | Vai                                 | Danh tiếng                                                                              |
| ---- | --------------------------------------- | ----------------------------------- | --------------------------------------------------------------------------------------- |
| 1978 | The Big Fix                             | Pool Man                            |                                                                                         |
| 1979 | French Postcards                        | Sayyid                              |                                                                                         |
| 1979 | Last Embrace                            | First Commuter                      |                                                                                         |
| 1980 | Night of the Juggler                    | Allesandro the Cabbie               |                                                                                         |
| 1981 | Ragtime                                 | Tateh                               |                                                                                         |
| 1983 | Yentl                                   | Avigdor                             | Được đề cử Giải Quả cầu vàng cho nam diễn viên phim ca nhạc hoặc phim hài xuất sắc nhất |
| 1983 | Daniel                                  | Paul Isaacson                       |                                                                                         |
| 1985 | Maxie                                   | Nick Cheyney                        |                                                                                         |
| 1986 | Castle in the Sky                       | Louis                               | Lồng tiếng Anh                                                                          |
| 1987 | The Princess Bride                      | Inigo Montoya                       |                                                                                         |
| 1988 | Alien Nation                            | Detective Samuel 'George' Francisco | Được đề cử—Giải Sao Thổ cho nam diễn viên phụ xuất sắc nhất                             |
| 1988 | The House on Carroll Street             | Ray Salwen                          |                                                                                         |
| 1990 | Dick Tracy                              | 88 Keys                             |                                                                                         |
| 1991 | True Colors                             | John Palmeri                        |                                                                                         |
| 1991 | Impromptu                               | Alfred de Musset                    |                                                                                         |
| 1991 | The Doctor                              | Dr. Murray Kaplan                   |                                                                                         |
| 1993 | The Music of Chance                     | Jim Nashe                           |                                                                                         |
| 1993 | Life with Mikey                         | Irate Man                           |                                                                                         |
| 1994 | Squanto: A Warrior's Tale               | Brother Daniel                      |                                                                                         |
| 1998 | Lulu on the Bridge                      | Philip Kleinman                     |                                                                                         |
| 1998 | Men with Guns                           | Andrew                              |                                                                                         |
| 1999 | The Adventures of Elmo in Grouchland    | Huxley                              |                                                                                         |
| 1999 | Sonic the Hedgehog (OVA)                | Mr. President's aide                | Lồng tiếng                                                                              |
| 2001 | Piñero                                  | Joseph Papp                         |                                                                                         |
| 2002 | Run Ronnie Run                          | Bản thân ông ấy                     |                                                                                         |
| 2003 | Celebrity Train Layouts: Mandy Patinkin | Bản thân anh ấy                     |                                                                                         |
| 2006 | Choking Man                             | Rick                                |                                                                                         |
| 2006 | Everyone's Hero                         | Stanley Irving                      | Lồng tiếng                                                                              |
| 2010 | 4.3.2.1.                                | Jago L                              |                                                                                         |
| 2011 | Jock the Hero Dog                       | Basil                               | Lồng tiếng                                                                              |
| 2013 | The Wind Rises                          | Hattori                             | Lồng tiếng Anh                                                                          |
| 2014 | Wish I Was Here                         | Gabe Bloom                          |                                                                                         |
| 2016 | Ali and Nino                            | Duke Kipiani                        |                                                                                         |
| 2016 | The Queen of Spain                      | Jordan Berman                       |                                                                                         |
| 2017 | Smurfs: The Lost Village                | Papa Smurf                          | Lồng tiếng                                                                              |
| 2017 | Wonder                                  | Mr. Tushman                         | Trong quá trình sản xuất                                                                |
| 2018 | Life Itself                             |                                     | Trong quá trình sản xuất                                                                |

### Chương trình truyền hình
| Năm       | Tựa đề                        | Vai                     | Danh tiếng |
| --------- | ----------------------------- | ----------------------- | --- |
| 1977      | Charleston                    | Beaudine Croft          | Phim truyền hình |
| 1978      | That Thing on ABC             | Performer               | Phim truyền hình |
| 1978      | Taxi                          | Alan                    | Tập phim: "Memories of Cab 804 (Part 2)" |
| 1986      | American Playhouse            | Georges Seurat / George | Tập phim: "Sunday in the Park with George" CableAce Award for Best Actor in a Theatrical or Dramatic Special |
| 1994–2000 | Chicago Hope                  | Dr. Jeffrey Geiger      | 60 Các tập phim Primetime Emmy Award for Outstanding Lead Actor in a Drama Series (1995) Được đề cử—Golden Globe Award for Best Actor – Television Series Drama (1994) Được đề cử—Primetime Emmy Award for Outstanding Guest Actor in a Drama Series (1999) Được đề cử—Screen Actors Guild Award for Outstanding Performance by an Ensemble in a Drama Series (1995–96) Được đề cử—Screen Actors Guild Award for Outstanding Performance by a Male Actor in a Drama Series (1994) |
| 1994      | Picket Fences                 | Dr. Jeffrey Geiger      | Tập phim: "Rebels with Causes" |
| 1995      | The Simpsons                  | Hugh Parkfield          | Lồng tiếng; Tập phim: "Lisa's Wedding" |
| 1996      | Broken Glass                  | Dr. Harry Hyman         | Phim truyền hình |
| 1997      | The Hunchback                 | Quasimodo               | Phim truyền hình Được đề cử—CableACE Award for Best Actor in a Miniseries or a Movie |
| 1997      | The Larry Sanders Show        | Himself                 | Tập phim: "Eight" Được đề cử—Primetime Emmy Award for Outstanding Guest Actor in a Comedy Series |
| 1999      | Strange Justice               | Kenneth Duberstein      | Phim truyền hình |
| 2001      | Touched by an Angel           | Satan                   | Tập phim: "Netherlands" |
| 2001      | Boston Public                 | Isaac Rice              | Tập phim: "Chapter Twenty-Two" |
| 2003      | Law & Order                   | Levi March              | Tập phim: "Absentia" |
| 2003–2004 | Dead Like Me                  | Rube Sofer              | 29 Các tập phim |
| 2004      | NTSB: The Crash of Flight 323 | Al Cummings             | Phim truyền hình |
| 2005–2007 | Criminal Minds                | Jason Gideon            | 47 Các tập phim |
| 2009      | Three Rivers                  | Victor                  | Tập phim: "The Luckiest Man" |
| 2011–2020 | Homeland                      | Saul Berenson           | 70 Các tập phim Được đề cử—Golden Globe Award for Best Supporting Actor – Series, Miniseries or Television Film (2012) Được đề cử—Primetime Emmy Award for Outstanding Supporting Actor in a Drama Series (2013–14, 2017) Được đề cử—Screen Actors Guild Award for Outstanding Performance by an Ensemble in a Drama Series (2012–15) |
| 2011      | Wonder Pets!                  | Groundhog               | Lồng tiếng; Tập phim: "Help the Groundhog!/Help the Lion Cub!" |
| 2015      | Nina's World                  | Mr. Lambert             | Lồng tiếng |

### Sân khấu
| Broadway - The Shadow Box (1977) - Evita (1979) – Che (Tony Award, 1980) - Sunday in the Park with George (1984) – Georges Seurat/George (Tony Award Nominee, 1984) - Follies in Concert (1985, Lincoln Center) with Barbara Cook, Lee Remick, George Hearn, etc. conducted by Paul Gemignani - Mandy Patinkin in Concert: Dress Casual (1989) - The Secret Garden (1991) – Archibald Craven - Falsettos (1993) – Marvin (Replacement) - Sunday in the Park with George (Tenth Anniversary Concert) (1994) – George - Mandy Patinkin in Concert (1997) - Mandy Patinkin in Concert: Mamaloshen (1998) - The Wild Party (2000) – Burrs (Tony Award Nominee, 2000) - Celebrating Sondheim - An Evening with Patti LuPone and Mandy Patinkin (2011) | Nhà hát khác - Enemy of the People (Williamstown Theater Festival) - Henry IV, Part I - The Winter's Tale - The Knife - Leave It to Beaver is Dead - Trelawny of the Wells (1975) – Mr. Arthur Gower - Hamlet (1975–76) – Fortinbras, Player King - Rebel Woman - The Shadow Box (1977) – Mark - The Split and Savages - Follies in Concert (1985) – Buddy Plummer - The Tempest (2008) (Classic Stage Company) - Compulsion (by Rinne Groff) (2010–2011) (Yale Repertory Theatre, Berkeley Repertory Theatre, and The Public Theater) – Sid Silver - Paradise Found (2010) (Menier Chocolate Factory, London, UK) – Eunuch |

## Danh sách đĩa hát
- Evita (cast album, 1979)
- Sunday in the Park with George (cast album, 1984)[2]
- South Pacific (London Studio Cast) (1986)
- Mandy Patinkin (1989)
- Dress Casual (1990)
- The Secret Garden (cast album, 1991)
- Experiment (1994)
- Oscar & Steve (1995)[2]
- Man of La Mancha (with Plácido Domingo) (1996)
- Mamaloshen (1998)
- Myths and Hymns (cast album, 1999)[25]
- The Wild Party (cast album, 2000)
- Kidults (2001)
- Mandy Patinkin Sings Sondheim (2002)